# Sauvabelin-Turm
Der Sauvabelin-Turm (frz. Tour de Sauvabelin) ist ein Aussichtsturm im Lausanner Stadtteil Sauvabelin in der Schweiz.

## Lage und Aussicht
Der Sauvabelin-Turm steht inmitten des Sauvabelin-Waldes in der Nähe des Lac de Sauvabelin oberhalb von Lausanne. Er liegt auf 298 Meter über dem Genfersee.
Es bietet sich eine Rundsicht mit Blick auf den Stadtteil Sallaz/Vennes/Séchaud und die Vororte Pully und Lutry im Osten; den Genfersee, die Savoyer Alpen und die Stadt Lausanne im Süden; der Stadtteil Bossons/Blécherette, insbesondere auch den Flugplatz Lausanne-La Blécherette und das Stade Olympique de la Pontaise, die Vororte Prilly, und Renens bis nach Morges im Westen und über den Sauvabelin-Wald mit dem Sauvabelin-See im Norden hinweg auf die Jura-Kette.

## Geschichte
Bereits in den 1980er-Jahren hat der EPFL-Professor Julius Natterer seinen Schülern den Auftrag zur Entwicklung diverser Konstruktionsentwürfe gegeben. Mit einer Motion und einer Interpellation in den Jahren 1994 und 1996 schlug der Stadtrat Pierre Payot vor, den Aussichtsturm aus Holz direkt aus den Wäldern von Lausanne zu errichten. Damit nicht unnötig Bäume gefällt werden müssen, mit Baumstämmen und Kantholz zum Teil aus absterbenden Douglasien für den Außenbereich, aber auch mit Tannen und Fichten für den Innenbereich. Das Vorhaben wurde am 2. Juli 1996 vom Stadtrat gutgeheissen. Die Baubewilligung wurde dem Bauherrn, der Union des sociétés de développement de Lausanne (USDL) am 12. März 1998 ausgesprochen.
Die Finanzierung der rund 1,19 Millionen Franken Baukosten wurde grösstenteils von Sponsoren übernommen. Mit dem Kauf von Treppentritten konnte sich jeder finanziell beteiligen; für Privatpersonen kostete eine 1'000 Franken, für Unternehmen 3'000 Franken. Dafür ist jeder Treppenabsatz mit einer Beschriftung des Gönners versehen.
Der Turm wurde am 29. November 2003 fertiggestellt und ist seit dem 15. Dezember 2003 für die Öffentlichkeit frei zugänglich. Der Zugang ist durch ein Drehtor automatisch geregelt und schliesst bei schlechtem Wetter sowie nach den Öffnungszeiten. Die Maximalanzahl der Personen ist aus Sicherheitsgründen auf 50 limitiert.

## Architektur
Der Architekt des Bauwerks ist Bernard Bolli vom städtischen Architekturbüro. Der Turm ist 35,20 Meter hoch und ungefähr 130 Tonnen schwer. Zwei Treppen führen spiralförmig nach oben respektive nach unten. Jede Treppe hat 151 Treppentritte. Der Durchmesser am Boden beträgt zwölf Meter, die Aussichtsplattform acht Meter. Als Baumaterial wurde ausschliesslich Massivholz aus dem städtischen Wald verwendet. Es wurden rund 141 Kubikmeter der Sorte Douglasie, 73 Kubikmeter Tannen und 8 Kubikmeter Lärchen verarbeitet.

## Galerie

### Bauwerk

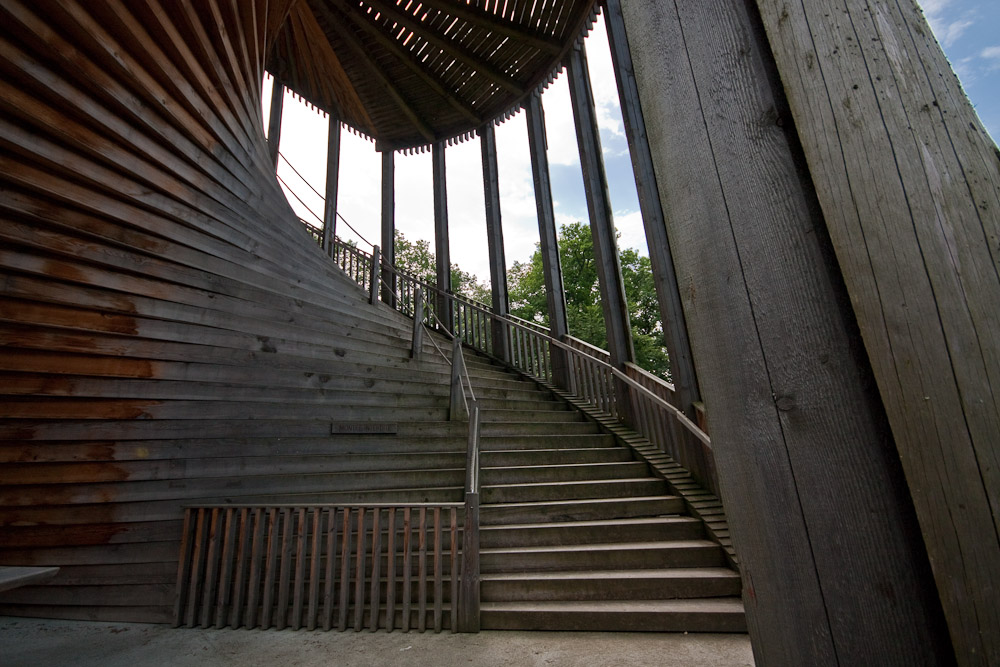
Abstiegsbereich
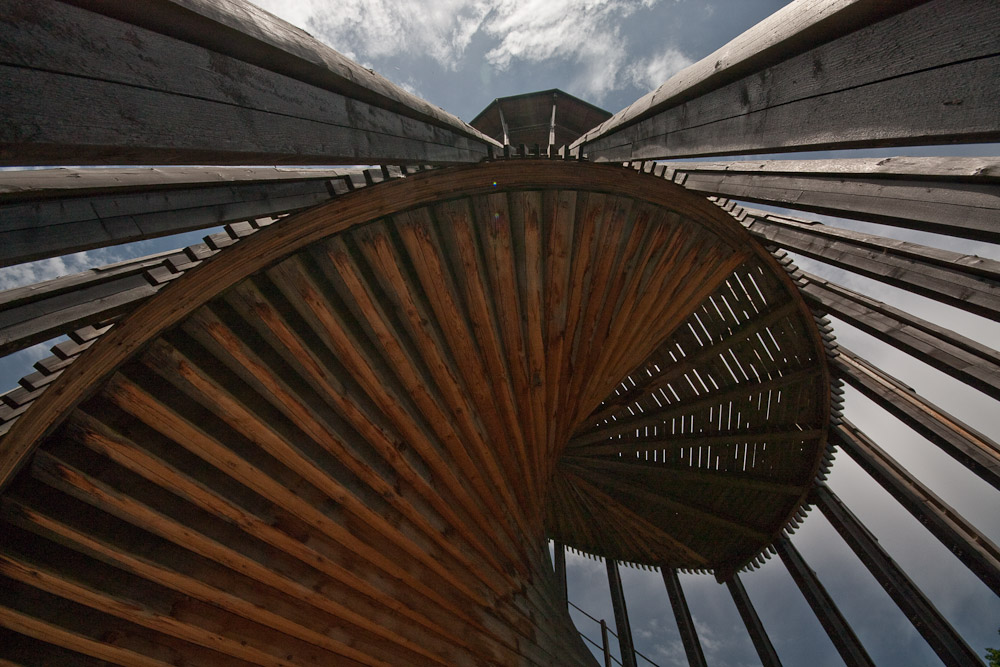
Die spiralenförmigen Treppen
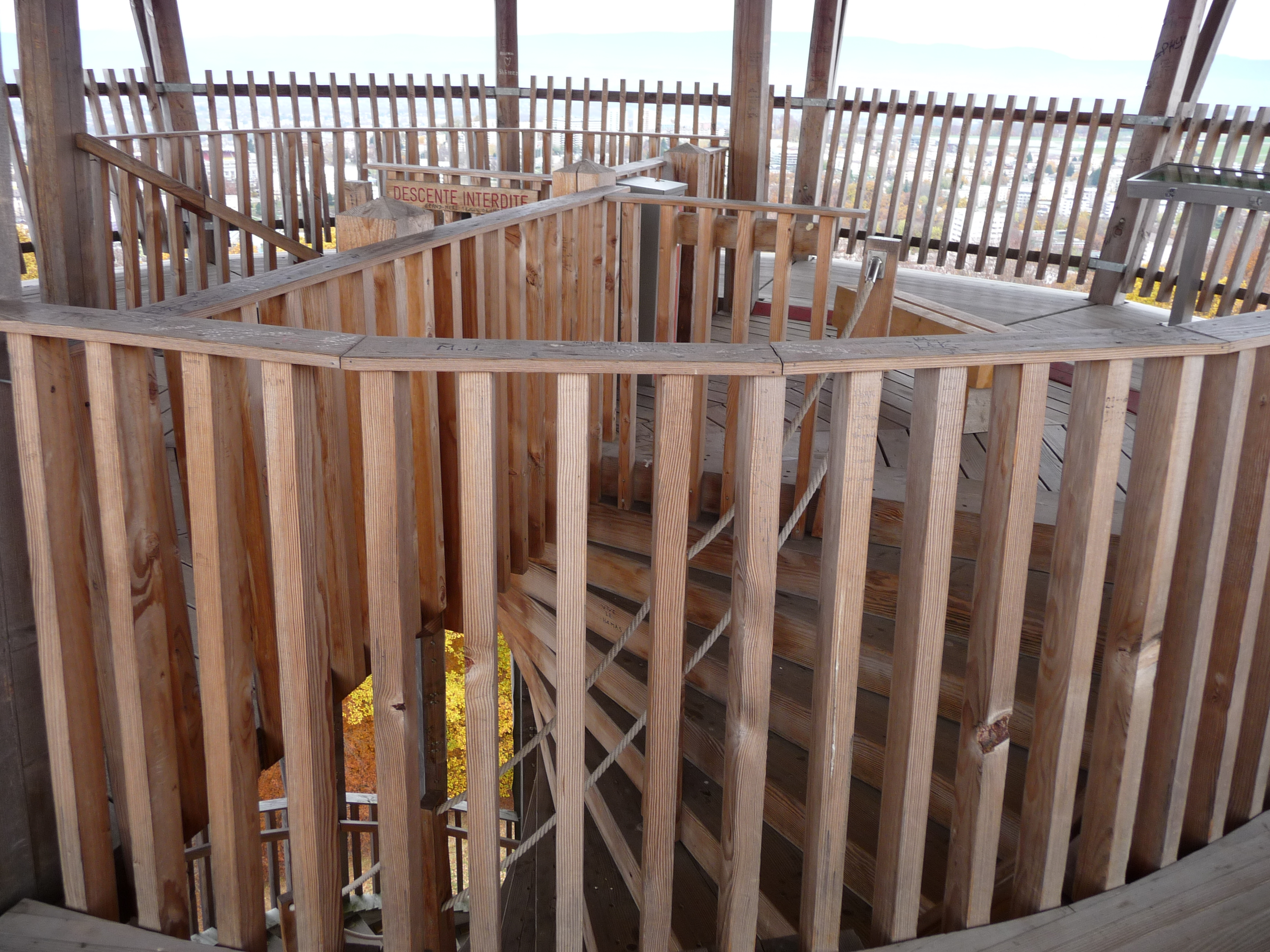
Der Aufgang (hinten) und der Abgang (vorne)

### Aussicht

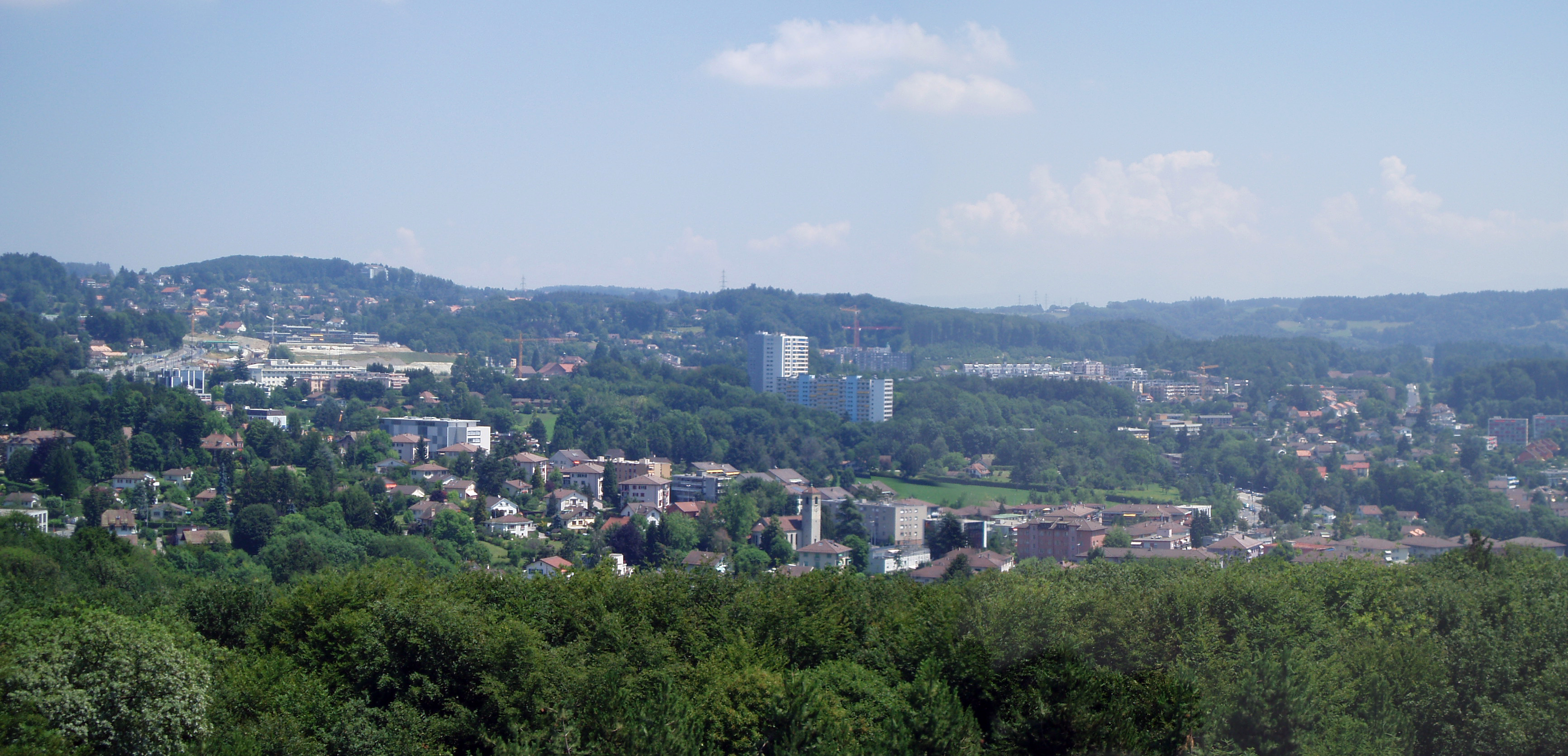
Stadtteil Sallaz/Vennes/Séchaud (Osten)
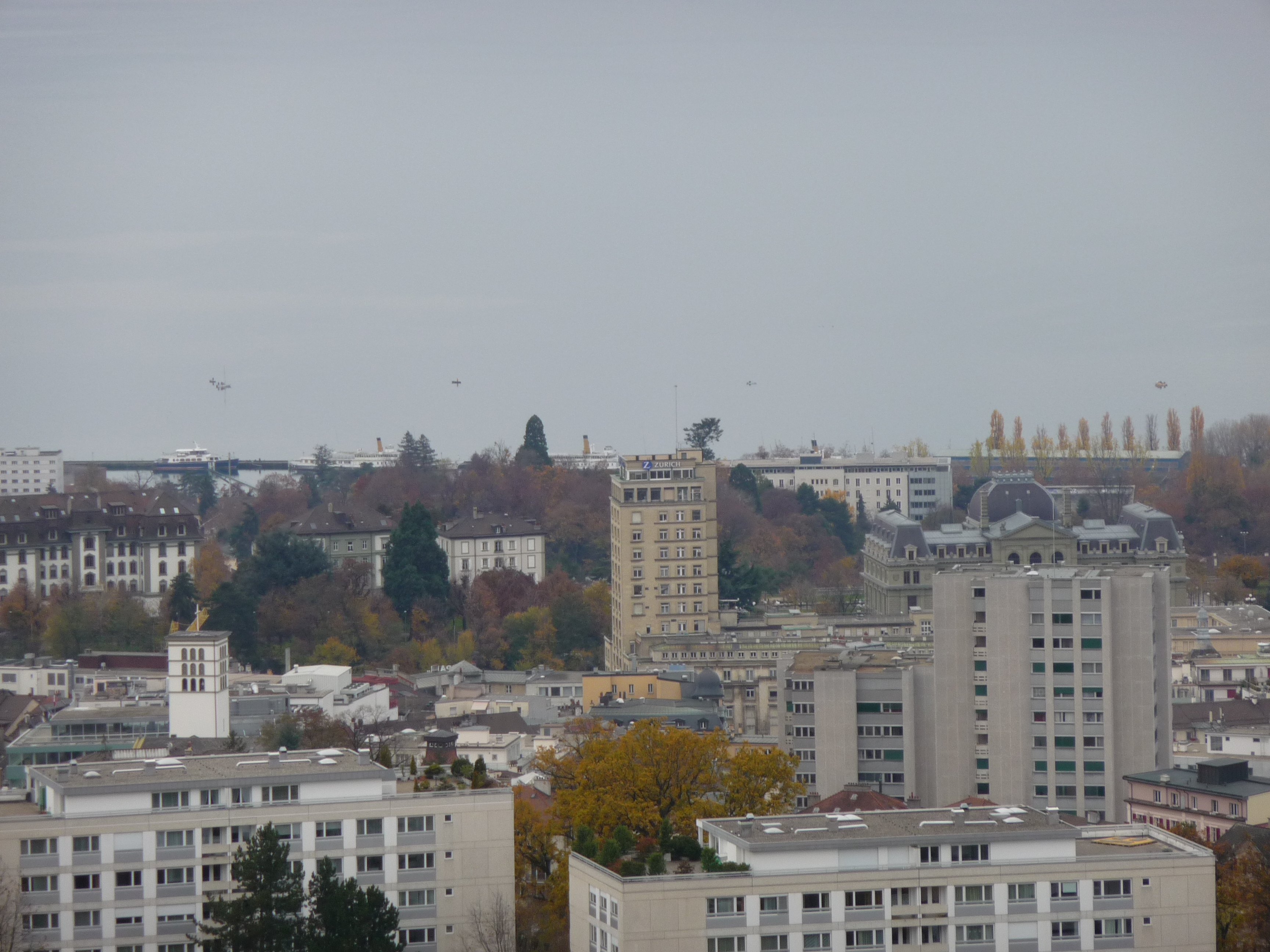
Bel-Air-Turm und Palais de Justice (Süden)
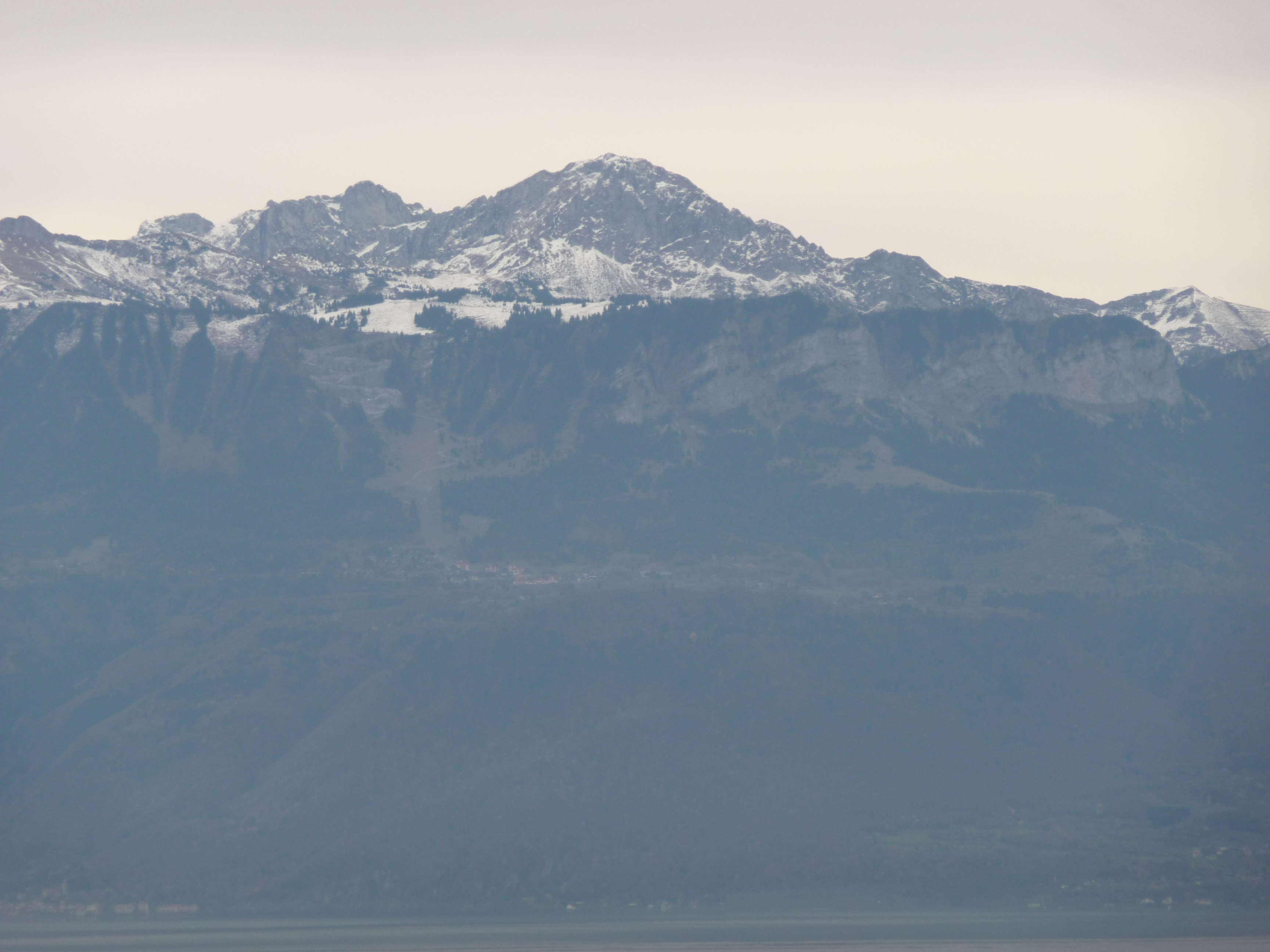
Dent d’Oche
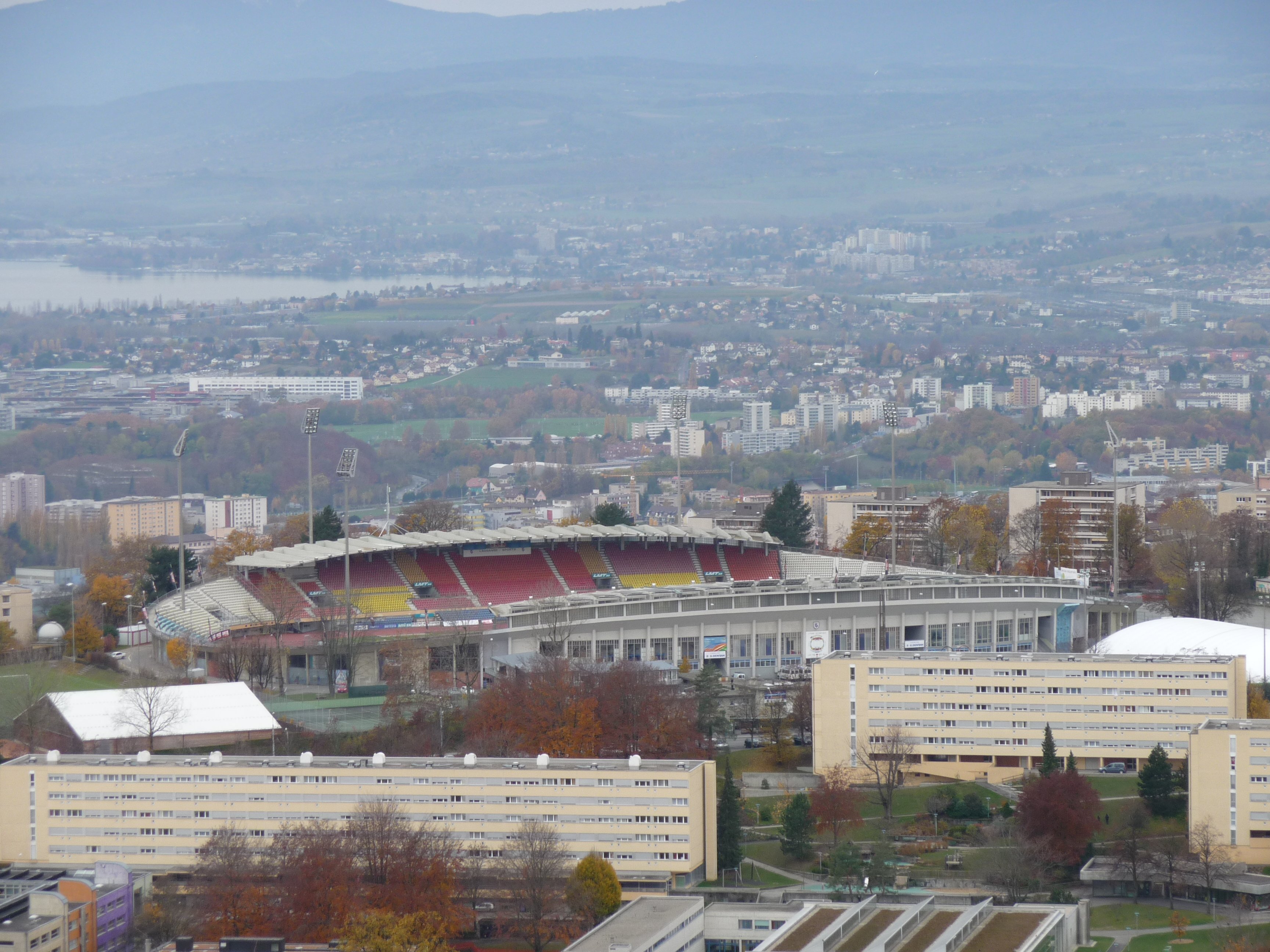
Stade Olympique de la Pontaise (Südwesten)
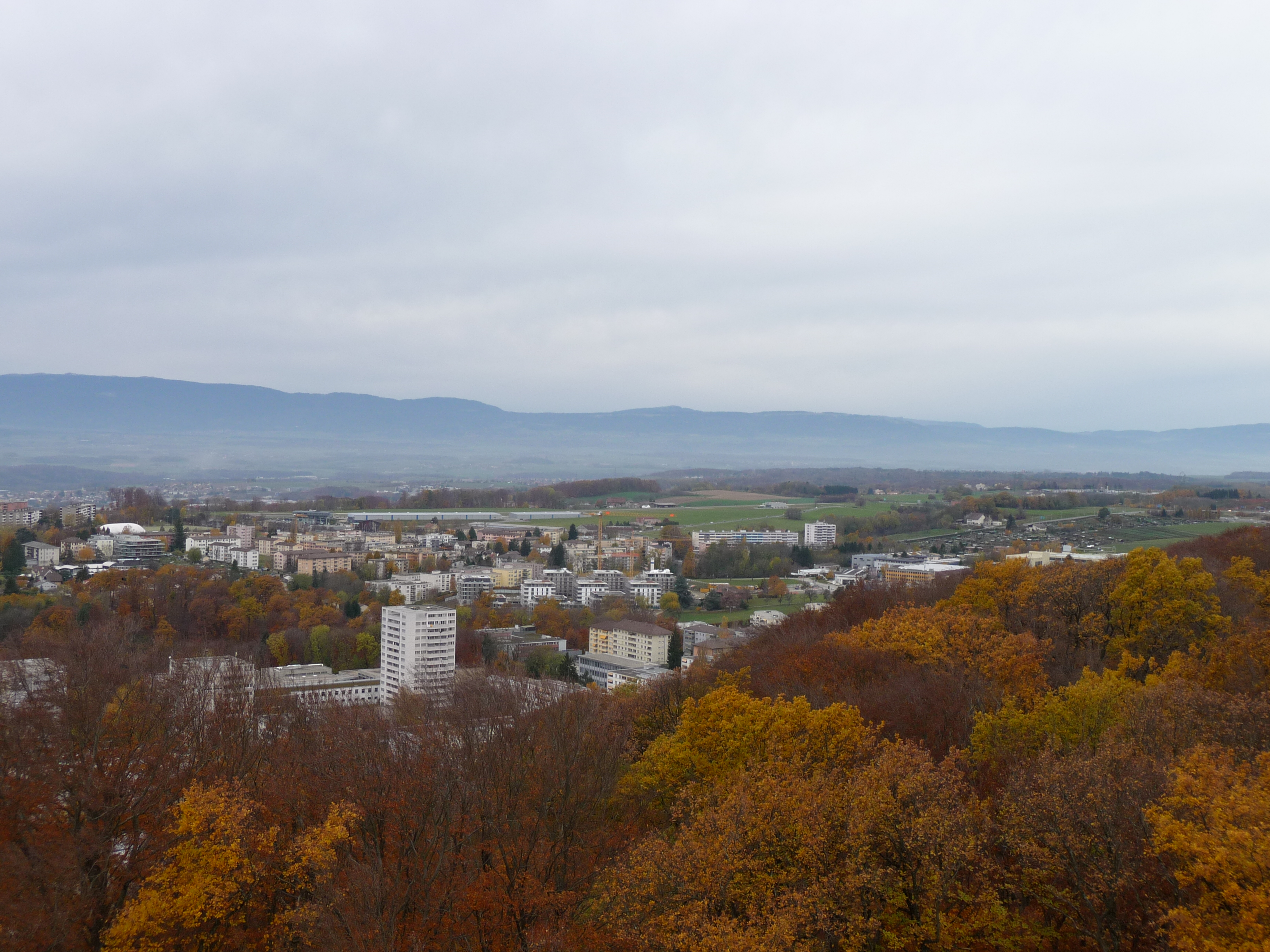
Stadtteil Bossons/Blécherette (Westen)
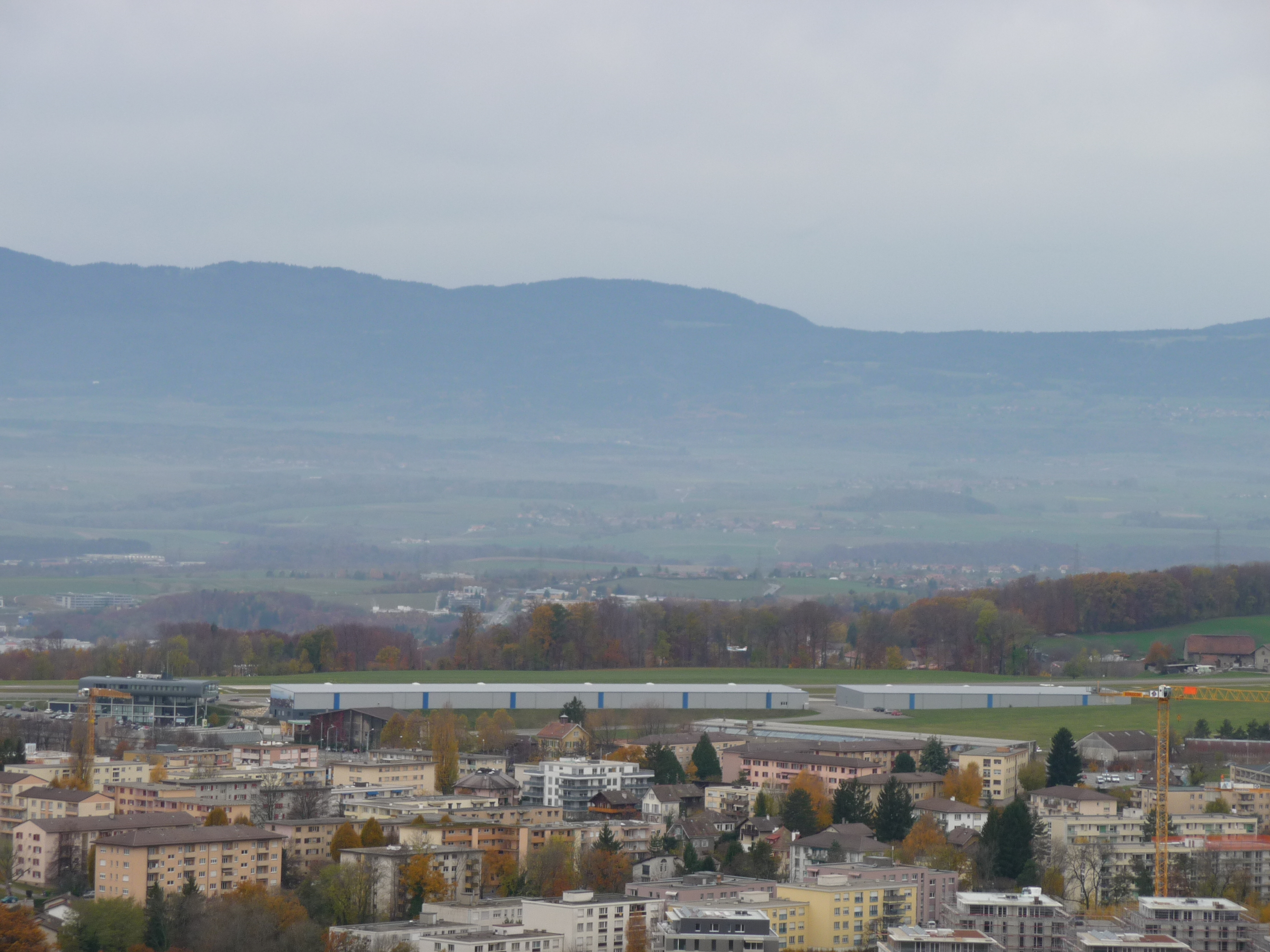
Flugplatz Lausanne-La Blécherette (Nordwesten)